# Rezerwat przyrody Jezioro Małe Łowne
Jezioro Małe Łowne – wodny rezerwat przyrody na obszarze Zaborskiego Parku Krajobrazowego i gminy Chojnice (utworzony w roku 1993 o powierzchni 37,83 ha). Wokół rezerwatu wyznaczono otulinę o powierzchni 132,29 ha.
Ochronie rezerwatu podlega zarastające płem mszarnym Jezioro Małe Łowne otoczone borem bagiennym i stanowiskami turzycowo-mszarnymi, jak również roślinnością torfowisk wysokich i przejściowych.
Znajduje się niedaleko przepływającej Brdy, na zachód od Jeziora Charzykowskiego i na północ od miejscowości Babilon i Kopernica.